# Pollino
Pollino je horský masiv v jižní části Itálie, na hranicích regionů Basilicata a Kalábrie, v provincích Potenza a Cosenza. V masivu se nachází nejvyšší hora Jižních Apenin Serra Dolcedorme (2 267 m).
K dalším vrcholům s nadmořskou výškou přes 2 000 m náleží Monte Pollino (2 248 m), Serra del Prete (2 181 m), Serra delle Ciavole (2 130 m) a Serra di Crispo (2 054 m). Od roku 1992 je oblast součástí nejrozlehlejšího italského národního parku Pollino.

## Geografie a krajina
Pollino vytváří přírodní hranici mezi regiony Basilicatou a Kalábrií. Rozkládá se od Tyrhénského moře na západě k Jónskému moři na východě. Horský masiv je geologicky tvořen vápencem. Zvláště na kalábrijské straně pohoří se nachází řada jeskyní a kaňonů. V pohoří jsou charakteristické příkré skály, jeskyně, doliny a rozsáhlé lesy s buky, jedlemi bělokorými, javory a borovicemi černými. Typické jsou také travinami porostlé náhorní plošiny.